# تل الرماح
تل الرماح هو موقع أثري في جبل سنجار في محافظة نينوى العراقية . يتم تحديد المكان مع مدينة كارانا Karana الأثرية .
أجرى سيتون لويد في عام 1938 في مسوحًا أثرية في جبل سنجار، حيث قام أيضًا بتغطية هذه المنطقة. ومع ذلك، فإن أول ما أجريت الحفريات كان في ستينات القرن العشرين تحت إشراف أوتس David Oates .
وفقا للنتائج، كان المكان مستوطنًا الألفية الثالثة قبل الميلاد على أدنى تقدير. ومع ذلك فإن ازدهار المكان حصل أول ما حصل في للألفية الثانية ق.م. اتصالات سياسية مع زميري ليم من ماري وثقت بواسطة ألواح الطين ذات الصلة.

## أدبيات الموضوع
- أوتس وآخرون، الحفريات في تل الرماح : الفخار ، وارمنستر 1997.
- دالي، الألواح البابلية القديمة من تل الرماح  ، لندن 1976.
- دالي وماري وكارانا اثنين من المدن البابلية القديمة لندن 1984.